# 489603 Kurtschreckling
489603 Kurtschreckling è un asteroide della fascia principale. Scoperto nel 2007, presenta un'orbita caratterizzata da un semiasse maggiore pari a 2,8658420 au e da un'eccentricità di 0,2079714, inclinata di 1,13202° rispetto all'eclittica.